# Koralbog
En koralbog indeholder en samling af koraler med tilhørende harmoniseringer; det er en nodebog med salmemelodier til anvendelse i gudstjenesten.
For at understrege princippet om frit melodivalg behøver koralbøger ikke autorisation som salmebøgerne gør.

## Oversigt
| År   | Salmebøger og salmesamlinger | År           | Melodisamlinger, gradualer, koralbøger, tillæg |
| ---- | --- | ------------ | --- |
| 1569 | Den danske Psalmebog Hans Thomissøns Salmebog, som er opbygget som en fuldgyldig melodisalmebog. (Glahn, s. 68)                                              | 1573         | Gradual, Niels Jesperssøns graduale , som var beregnet til liturgisk brug, og salmestoffet bygger næsten udelukkende på Thomissøn |
| 1699 | Dend Forordnede Ny Kirke-Psalme-Bog Thomas Kingos Salmebog                                                                                                   | 1699         | Gradual - En ny Almindelig Kirkesalmebog Kingos Graduale der indeholder alle tekstbogens salmer med melodier og melodihenvisninger |
| 1740 | Den Nye Psalme-Bog Erik Pontoppidans Salmebog, også kaldet "Slotssalmebogen" da den især anvendtes ved det pietistiske hof og ikke vandt almen udbredelse    | 1764         | Fuldstændig Choralbog af F.C. Breitendich - den første 'egentlige' koralbog, der er udgivet med henblik på orgelledsagelse af salmesangen                                                                                                  |
| 1778 | Psalme-Bog eller En Samling af gamle og nye Psalmer Høegh Guldbergs Salmebog – autoriseret 1783 "Købstadssalmebogen", der heller ikke vandt almen udbredelse | 1781 1783    | Kirkemelodierne, Niels Schiørrings koralbog til Guldbergs salmebog. – 1781 firstemmig; 1783 med generalbas, becifret bas |
| 1798 | Evangelisk-kristelig Psalmebog til Brug ved Kirke- og Huus-Andagt                                                                                            | 1801         | Choral-Melodier til den evangelisk-christelige Psalmebog fra 1798 af H.O.C. Zinck |
|      | | 1839         | Weyses koralbog med ny og omharmoniseret version af melodierne fra Zincks koralbog |
| 1844 | Psalmebog – autoriseret 1847 til brug for de dansktalende menigheder i Slesvig                                                                               |              | |
| 1845 | Tillæg til den evangelisk-christelige Psalmebog |              | |
| 1855 | Psalmebog til Kirke og Huus-Andagt Roskilde Konvents Salmebog                                                                                                | 1853         | A.P. Berggreens koralbog med inspiration fra Grundtvigs salmedigtning, som blev til "Roskilde Konvents salmebog" |
|      | | 1857 og 1868 | Tillæg til Weyses koralbog af Henrik Rung Denne udgivelse var en kritik af Berggreens samling (Glahn, s. 42) |
| 1873 | Tillæg til Psalmebog for Kirke- og Huus-Andagt ("Første tillæg")                                                                                             | 1873 1878    | Melodier til det af Roeskilde Præsteconvent foreslaaede Tillæg fra 1873 af A.P. Berggreen samt Melodier til "Tillæget til 'Psalmebog for Kirke- og Hus-Andagt'" fra 1878 af Chr. Barnekow                                                  |
| 1889 | Evangelisk-luthersk Psalmebog for de dansktalende Menigheder i Slesvig Nordslesvisk Salmebog                                                                 | 1895         | Melodier til Evangelisk Luthersk Psalmebog for de dansktalende Menigheder i Slesvig af Hans Schlaikier Prahl og C. Heinebuch. Det var den første danske koralbog der var inspireret af 1800-tallets kirkemusikalske restaurationsbevægelse |
| 1890 | Nyt Tillæg til Psalmebog for Kirke- og Huus-Andagt ("Andet tillæg")                                                                                          | 1891 1892    | Melodier til Nyt Tillæg fra 1891 af N.K. Madsen-Stensgaard. Desuden en af Chr. Barnekow fra 1892 samt en af C. Attrup og C. Cederfeld de Simonsen, også fra 1892                                                                           |
| 1899 | Psalme-Bog for Kirke og Hjem | 1901         | Melodier til Psalme-Bog for Kirke og Hjem af Viggo Bielefeldt |
|      | | 1918         | Dansk Kirkesang af Thomas Laub, med tillæg 1930. Laub viderefører 1800-tallets kirkemusikalske restaurationsbevægelse (se Cæciliaforeningen og Kirkesangsreformen)                                                                         |
| 1925 | Den sønderjydske Salmebog |              | |
|      | | 1936         | 130 Melodier til Salmebog for Kirke og Hjem Et supplement til Laubs værk fra 1918, af Jens Peter Larsen, Finn Viderø og Mogens Wöldike |
| 1953 | Den Danske Salmebog – 1988 kom en revideret udgave med et ændret noteapparat, men med de samme salmer.                                                       | 1954, 1973   | Den danske Koralbog af Jens Peter Larsen og Mogens Wöldike |
| 2003 | Den Danske Salmebog | 2004         | Tillæg som indeholder melodier til de nye salmer i Den Danske Salmebog fra 2003 samt KORALBOG til Den Danske Salmebog 2003 |